# Skibotn
Skibotn este o localitate din comuna Storfjord, provincia Troms, Norvegia, cu o suprafață de 0,94 km² și o populație de 568 locuitori (2013).